# Oreste Perri
Pour les articles homonymes, voir Perri.
Oreste Perri, né le 27 juin 1951 à Castelverde, est un canoéiste de sprint italien, devenu politicien, qui a concouru du début des années 1970 au début des années 1980.

## Biographie
Oreste Perri est né à Castelverde, dans la province de Crémone. Il a remporté six médailles aux Championnats du monde de canoë sprint ICF avec quatre médailles d'or (K-1 1000 m: 1975 (à égalité avec le Polonais Grzegorz Śledziewski, K-1 10000 m: 1974, 1975, 1977) et deux bronzes (K-1 1000 m: 1974, 1977).
Perri a également participé à trois Jeux olympiques d'été, obtenant sa meilleure quatrième place à deux reprises (1972 : K-4 1000 m, 1976 : K-1 1000 m). Le 22 juin 2009, il a prêté serment en tant que maire de Crémone, en Italie.
Le 7 mai 2015, en présence du président du Comité national olympique italien (CONI), Giovanni Malagò, a été inauguré  le Walk of Fame du sport italien dans le parc olympique du Foro Italico de Rome, le long de Viale delle Olimpiadi. 100 tuiles rapportent chronologiquement les noms des athlètes les plus représentatifs de l'histoire du sport italien. Sur chaque tuile figure le nom du sportif, le sport dans lequel il s'est distingué et le symbole du CONI. L'une de ces tuiles lui est dédiée.